# 針輪計算器

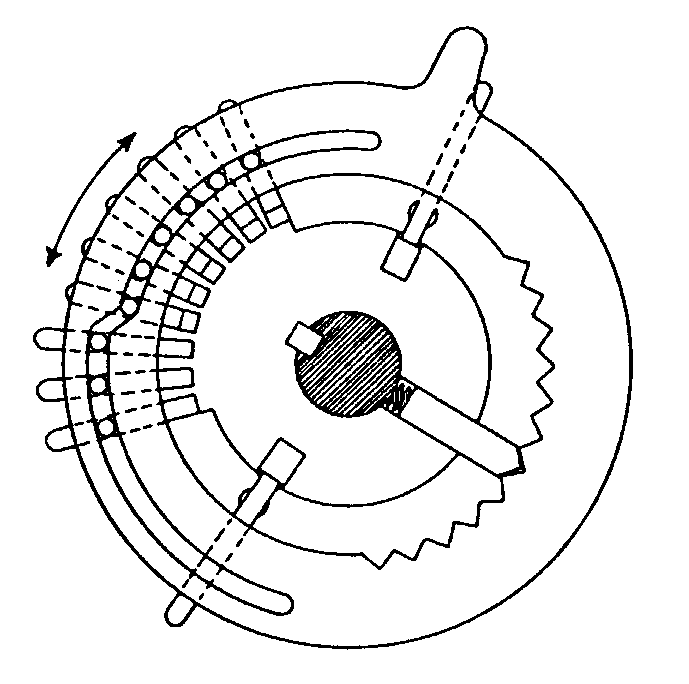
輪齒是透過在第一齒輪內的第二齒輪及側杆來推動，

針輪計算器，或稱銷輪計算器（Pinwheel calculator）是流行於19世紀和20世紀的一類機械計算器，其計算引擎是可調整輪齒數量的輪組。這些齒輪，也被稱為針輪（Pinwheel），透過一個可以在0到9齒之間的任何位置伸出的側桿來設定，因此，當與計數器相連時，可以在每次旋轉時給計算結果加上一個0到9的數字。透過連接這個輪組與進位機構，一種全新的計算器引擎就被發明出來。將輪子轉到一邊會執行加法，轉到另一邊則執行減法。齒輪計算器屬於對「托馬斯四則運算器」（Arithmometer）的局部重新設計方案，他們將機械計算器的成本和尺寸降低了一個數量級，讓人得以輕鬆完成四則運算。
針輪計算器隨著奧德納四則運算器的成功而大受歡迎。

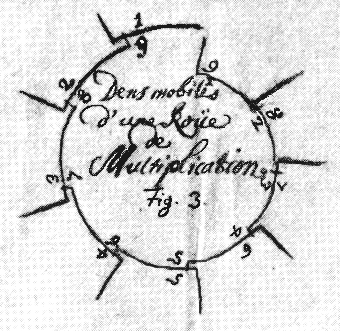
萊布尼茨的構圖，以拉丁文和法文寫道: 乘法表輪盤的可調輪齒

## 操作
「這類機器的操作是透過拉動槓桿或旋鈕來設置所需的數字。加減乘除都是透過旋轉鼓輪（drums）來完成。加法只朝同一個方向旋轉，減法則方向相反。對於乘法來說，旋轉的方向與加法相同，而對於除法來說，旋轉的方向與減法相同。兩組表盤提供了讀取總數的方法。一個表盤上顯示的是累積的總數；另一個表盤上顯示的是被加減乘除的數字。」(The Office Appliance Manual, p.88)

## 來源
- Wolf, Abraham. . Harper. 1959: 562.
- Smith, David Eugene. . McGraw-Hill. 1929.
- Trogemann, Georg; Nitussov, Alexander Y.; Ernst, Wolfgang (编). . GWV-Vieweg. 2001. ISBN 3-528-05757-2.
- Felt, Dorr E. . Chicago: Washington Institute. 1916.
- Marguin, Jean. . Hermann. 1994. ISBN 978-2-7056-6166-3 （法语）.
- Shaw, David J. . The British Library and the Bibliographical Society. 1998.

## 外部連結
- Images of the Odhner's pinwheel calculators （页面存档备份，存于）
- . Vintage Calculators Web Museum.   [2023-02-19]. （原始内容存档于2017-12-09）.
- Pinwheel calculator simulator (Windows executable) （页面存档备份，存于）
- MechanicalComputing YouTube上的A Visual Guide to How Pinwheel Calculators Work A detailed animation describing the design and workings of pinwheel calculators.
- Wolff, John. . John Wolff's Web Museum. 2014  [2023-02-19]. （原始内容存档于2023-06-08）.
- Mařík, Robert YouTube上的Mechanical Calculators播放列表
- US 159244,「Improvement in calculating-machines」,发表于1875-02-02
- US 209416,「Calculating-Machine」,发表于1878-10-29
- US 514725,「Calculating Apparatus」,发表于1894-02-13
- US 1445461,「Revolutions Counting Mechanism for Calculating Machines」,发表于1920-07-19
- . Smithsonian National Museum of American History.   [2023-02-19]. MA.310231. （原始内容存档于2023-02-10）.
- . UK Science Museum Group Collection.   [2023-02-19]. （原始内容存档于2019-06-05）.